# 金线草
金线草（学名：Rubia membranacea），为茜草科茜草属下的一个植物种。